# 20th Century Studios/Filmografie

Diese Filmografie listet ausgewählte Filme auf, die von 20th Century Studios (früher: 20th Century Fox) produziert, vertrieben oder finanziert wurden. Alle Zahlen zu Einspielergebnissen und Produktionskosten sind in US-Dollar.

## Inhaltsverzeichnis
| 1930er | 1940er | 1950er | 1960er | 1970er | 1980er | 1990er | 2000er | 2010er | 2020er |

## Filme

### 1930er
| US-Kinostart | Deutscher Titel                                     | Originaltitel                      | Regisseur                   | Produktionskosten | Einspielergebnis USA | Einspielergebnis Deutschland |
| ------------ | --------------------------------------------------- | ---------------------------------- | --------------------------- | ----------------- | -------------------- | ---------------------------- |
| 21.01.1935   | Charlie Chan in Paris                               | Charlie Chan in Paris              | Lewis Seiler                |                   |                      |                              |
| 22.02.1935   | Oberst Shirley                                      | The Little Colonel                 | David Butler                |                   |                      |                              |
| 21.06.1935   | Charlie Chan in Ägypten                             | Charlie Chan in Egypt              | Louis King                  |                   |                      |                              |
| 26.07.1935   | Lockenköpfchen                                      | Curly Top                          | Irving Cummings             |                   |                      |                              |
| 14.10.1935   | Charlie Chan in Shanghai                            | Charlie Chan in Shanghai           | James Tinling               |                   |                      |                              |
| 31.07.1935   | Das Schiff des Satans                               | Dante’s Inferno                    | Harry Lachman               |                   |                      |                              |
| 01.11.1935   |                                                     | Music Is Magic                     | George Marshall             |                   |                      |                              |
| 22.11.1935   | Der kleinste Rebell alternativ: Der kleine Rebell   | The Littlest Rebell                | David Butler                |                   |                      |                              |
| 03.01.1936   |                                                     | King of Burlesque                  | Sidney Lanfield             |                   |                      |                              |
| 24.04.1936   | Shirley Ahoi! alternativ: Das Matrosen-Herzpinkerl  | Captain January                    | David Butler                |                   |                      |                              |
| 19.06.1936   |                                                     | Sins of Man                        | Otto Brower, Gregory Ratoff |                   |                      |                              |
| 24.07.1936   |                                                     | Poor Little Rich Girl              | Irving Cummings             |                   |                      |                              |
| 21.08.1936   |                                                     | Sing, Baby, Sing                   | Sidney Lanfield             |                   |                      |                              |
| 25.09.1936   |                                                     | Ramona                             | Henry King                  |                   |                      |                              |
| 16.10.1936   | Sonnenmädel                                         | Dimples                            | William A. Seiter           |                   |                      |                              |
| 29.10.1936   |                                                     | Ladies in Love                     | Edward H. Griffith          |                   |                      |                              |
| 06.11.1936   |                                                     | Under Your Spell                   | Otto Preminger              |                   |                      |                              |
| 25.11.1936   | Signale nach London                                 | Lloyd’s of London                  | Henry King                  |                   |                      |                              |
| 25.12.1936   | Sonnenscheinchen alternativ: Die kleine Ching-Ching | Stowaway                           | William A. Seiter           |                   |                      |                              |
| 31.12.1936   | Die Eisprinzessin                                   | One in a Million                   | Sidney Lanfield             |                   |                      |                              |
| 12.02.1937   | Gehn wir bummeln                                    | On the Avenue                      | Roy Del Ruth                |                   |                      |                              |
| 26.02.1937   | Der Liebesreporter                                  | Love Is News                       | Tay Garnett                 |                   |                      |                              |
| 07.05.1937   |                                                     | Café Metropole                     | Edward H. Griffith          |                   |                      |                              |
| 04.06.1937   |                                                     | Fifty Roads to Town                | Norman Taurog               |                   |                      |                              |
| 03.08.1937   |                                                     | You Can’t Have Everything          | Norman Taurog               |                   |                      |                              |
| 20.08.1937   |                                                     | Love Under Fire                    | George Marshall             |                   |                      |                              |
| 23.08.1937   |                                                     | Wake Up and Live                   | Sidney Lanfield             |                   |                      |                              |
| 03.09.1937   | Hoheit flirtet (Österreich)                         | Thin Ice                           | Sidney Lanfield             |                   |                      |                              |
| 30.09.1937   |                                                     | Danger – Love at Work              | Otto Preminger              |                   |                      |                              |
| 15.10.1937   | Heidi                                               | Heidi                              | Allan Dwan                  |                   |                      |                              |
| 13.11.1937   |                                                     | Second Honeymoon                   | Walter Lang                 |                   |                      |                              |
| 06.01.1938   |                                                     | Chicago                            | Henry King                  |                   |                      |                              |
| 28.01.1938   | Die Eiskönigin                                      | Happy Landing                      | Roy Del Ruth                |                   |                      |                              |
| 04.03.1938   |                                                     | Sally, Irene and Mary              | Edmund Goulding             |                   |                      |                              |
| 18.03.1938   | Shirley auf Welle 303                               | Rebecca of Sunnybrook Farm         | Allan Dwan                  |                   |                      |                              |
| 24.05.1938   | Alexander’s Ragtime Band                            | Alexander’s Ragtime Band           | Henry King                  |                   |                      |                              |
| 03.06.1938   |                                                     | Josette                            | Allan Dwan                  |                   |                      |                              |
| 29.07.1938   |                                                     | Little Miss Broadway               | Irving Cummings             |                   |                      |                              |
| 05.08.1938   | Gateway                                             | Gateway                            | Alfred L. Werker            |                   |                      |                              |
| 28.10.1938   | Suez                                                | Suez                               | Allan Dwan                  |                   |                      |                              |
| 27.01.1939   | Jesse James, Mann ohne Gesetz                       | Jesse James                        | Henry King                  |                   |                      |                              |
| 17.02.1939   | Die drei Musketiere                                 | The Three Musketeers               | Allan Dwan                  |                   |                      |                              |
| 19.02.1939   |                                                     | Tail Spin                          | Roy Del Ruth                |                   |                      |                              |
| 10.03.1939   | Die kleine Prinzessin                               | The Little Princess                | Walter Lang                 |                   |                      |                              |
| 14.04.1939   | Liebe und Leben des Telefonbauers A. Bell           | The Story of Alexander Graham Bell | Irving Cummings             |                   |                      |                              |
| 05.05.1939   |                                                     | Rose of Washington Square          | Gregory Ratoff              |                   |                      |                              |
| 30.06.1939   |                                                     | Second Fiddle                      | Sidney Lanfield             |                   |                      |                              |
| 01.09.1939   | Die Abenteuer des Sherlock Holmes                   | The Adventures of Sherlock Holmes  | Alfred L. Werker            |                   |                      |                              |
| 15.09.1939   | Nacht über Indien                                   | The Rains Came                     | Clarence Brown              |                   |                      |                              |
| 13.10.1939   | Damals in Hollywood                                 | Hollywood Cavalcade                | Irving Cummings             |                   |                      |                              |
| 24.11.1939   |                                                     | Day-Time Wife                      | Gregory Ratoff              |                   |                      |                              |
| 08.12.1939   |                                                     | Barricade                          | Gregory Ratoff              |                   |                      |                              |
| 30.12.1939   |                                                     | Swanee River                       | Sidney Lanfield             |                   |                      |                              |

### 1940er
| US-Kinostart | Deutscher Titel                                                                       | Originaltitel                             | Regisseur            | Produktionskosten | Einspielergebnis USA | Einspielergebnis Deutschland |
| ------------ | ------------------------------------------------------------------------------------- | ----------------------------------------- | -------------------- | ----------------- | -------------------- | ---------------------------- |
| 24.01.1940   | Früchte des Zorns                                                                     | The Grapes of Wrath                       | John Ford            |                   |                      |                              |
| 03.02.1940   |                                                                                       | Little Old New York                       | Henry King           |                   |                      |                              |
| 19.04.1940   |                                                                                       | Johnny Apollo                             | Henry Hathaway       |                   |                      |                              |
| 24.05.1940   |                                                                                       | Lillian Russel                            | Irving Cummings      |                   |                      |                              |
| 14.06.1940   |                                                                                       | Four Sons                                 | Archie Mayo          |                   |                      |                              |
| 16.08.1940   | Rache für Jesse James                                                                 | The Return of Frank James                 | Fritz Lang           |                   |                      |                              |
| 27.09.1940   | Treck nach Utah                                                                       | Brigham Young                             | Henry Hathaway       |                   |                      |                              |
| 11.10.1940   | Galopp ins Glück                                                                      | Down Argentine Way                        | Irving Cummings      |                   |                      |                              |
| 08.11.1940   | Im Zeichen des Zorro                                                                  | The Mark of Zorro                         | Rouben Mamoulian     |                   |                      |                              |
| 29.11.1940   |                                                                                       | Tin Pan Alley                             | Walter Lang          |                   |                      |                              |
| 09.01.1941   |                                                                                       | Hudson’s Bay                              | Irving Pichel        |                   |                      |                              |
| 20.02.1941   | Tabakstraße                                                                           | Tobacco Road                              | John Ford            |                   |                      |                              |
| 11.04.1941   | Carioca alternativ: Eine Nacht in Rio                                                 | That Night in Rio                         | Irving Cummings      |                   |                      |                              |
| 09.05.1941   |                                                                                       | The Great American Broadcast              | Archie Mayo          |                   |                      |                              |
| 22.05.1941   | König der Toreros                                                                     | Blood and Sand                            | Rouben Mamoulian     |                   |                      |                              |
| 18.06.1941   | Allotria in Florida                                                                   | Moon Over Miami                           | Walter Lang          |                   |                      |                              |
| 01.08.1941   |                                                                                       | Kiss the Boys Goodbye                     | Victor Schertzinger  |                   |                      |                              |
| 12.09.1941   |                                                                                       | Belle Starr                               | Irving Cummings      |                   |                      |                              |
| 26.09.1941   |                                                                                       | A Yank in the R.A.F.                      | Henry King           |                   |                      |                              |
| 08.10.1941   |                                                                                       | Week-End in Havana                        | Walter Lang          |                   |                      |                              |
| 16.10.1941   | Waffenschmuggler von Kenya                                                            | Sundown                                   | Henry Hathaway       |                   |                      |                              |
| 28.10.1941   | Schlagende Wetter alternativ: Schwarze Diamanten, So grün war mein Tal, Starke Herzen | How Green Was My Valley                   | John Ford            |                   |                      |                              |
| 14.11.1941   |                                                                                       | I Wake Up Screaming alternativ: Hot Spot  | H. Bruce Humberstone |                   |                      |                              |
| 12.12.1941   |                                                                                       | Confirm or Deny                           | Archie Mayo          |                   |                      |                              |
| 25.12.1941   | Echo der Jugend                                                                       | Remember the Day                          | Henry King           |                   |                      |                              |
| 29.01.1942   | Abenteuer in der Südsee                                                               | Son of Fury: The Story of Benjamin Blake  | John Cromwell        |                   |                      |                              |
| 13.03.1942   |                                                                                       | Song of the Islands                       | Walter Lang          |                   |                      |                              |
| 20.03.1942   | Das Große Spiel                                                                       | Rings on Her Fingers                      | Rouben Mamoulian     |                   |                      |                              |
| 24.03.1942   |                                                                                       | To the Shores of Tripoli                  | H. Bruce Humberstone |                   |                      |                              |
| 30.04.1942   | Die Königin vom Broadway                                                              | My Gal Sal                                | Irving Cummings      |                   |                      |                              |
| 12.05.1942   |                                                                                       | This Above All                            | Anatole Litvak       |                   |                      |                              |
| 01.07.1942   |                                                                                       | The Magnificent Dope                      | Walter Lang          |                   |                      |                              |
| 01.08.1942   |                                                                                       | Footlight Serenade                        | Gregory Ratoff       |                   |                      |                              |
| 05.08.1942   | Sechs Schicksale alternativ: Manhattan Ballade                                        | Tales of Manhattan                        | Julien Duvivier      |                   |                      |                              |
| 21.08.1942   | The Pied Piper                                                                        | The Pied Piper                            | Irving Pichel        |                   |                      |                              |
| 04.09.1942   |                                                                                       | Orchestra Wives                           | Archie Mayo          |                   |                      |                              |
| 09.10.1942   |                                                                                       | Girl Trouble                              | Harold D. Schuster   |                   |                      |                              |
| 06.11.1942   | Frühlingsrausch                                                                       | Springtime in the Rockies                 | Irving Cummings      |                   |                      |                              |
| 20.11.1942   |                                                                                       | Thunder Birds                             | William A. Wellman   |                   |                      |                              |
| 04.12.1942   | Der Seeräuber                                                                         | The Black Swan                            | Henry King           |                   |                      |                              |
| 09.12.1942   |                                                                                       | China Girl                                | Henry Hathaway       |                   |                      |                              |
| 05.02.1943   |                                                                                       | Chetniks! The Fighting Guerrillas         | Louis King           |                   |                      |                              |
| 11.03.1943   |                                                                                       | Hello, Frisco, Hello                      | H. Bruce Humberstone |                   |                      |                              |
| 28.04.1943   |                                                                                       | Crash Dive                                | Archie Mayo          |                   |                      |                              |
| 21.05.1943   | Ritt zum Ox-Bow                                                                       | The Ox-Bow Incident                       | William A. Wellman   |                   |                      |                              |
| 26.05.1943   | Flicka                                                                                | My Friend Flicka                          | Harold D. Schuster   |                   |                      |                              |
| 11.06.1943   |                                                                                       | Coney Island                              | Walter Lang          |                   |                      |                              |
| 11.08.1943   | Ein himmlischer Sünder                                                                | Heaven Can Wait                           | Ernst Lubitsch       |                   |                      |                              |
| 01.10.1943   |                                                                                       | Sweet Rosie O’Grady                       | Irving Cummings      |                   |                      |                              |
| 05.11.1943   | Guadalkanal – die Hölle im Pazifik                                                    | Guadalcanal Diary                         | Lewis Seiler         |                   |                      |                              |
| 03.12.1943   |                                                                                       | Happy Land                                | Irving Pichel        |                   |                      |                              |
| 21.12.1943   | Das Lied von Bernadette                                                               | The Song of Bernadette                    | Henry King           |                   |                      |                              |
| 24.12.1943   | Die Waise von Lowood                                                                  | Jane Eyre                                 | Robert Stevenson     |                   |                      |                              |
| 24.12.1943   |                                                                                       | The Gang’s All Here                       | Busby Berkeley       |                   |                      |                              |
| 17.03.1944   |                                                                                       | Four Jills in a Jeep                      | William A. Seiter    |                   |                      |                              |
| 25.04.1944   |                                                                                       | Pin Up Girl                               | H. Bruce Humberstone |                   |                      |                              |
| 22.05.1944   |                                                                                       | The Eve of St. Mark                       | John M. Stahl        |                   |                      |                              |
| 24.07.1944   | Mission im Pazifik                                                                    | Wing and a Prayer, The Story of Carrier X | Henry Hathaway       |                   |                      |                              |
| 01.08.1944   |                                                                                       | Wilson                                    | Henry King           |                   |                      |                              |
| 22.09.1944   | Laurel und Hardy: Der große Knall                                                     | The Big Noise                             | Malcolm St. Clair    |                   |                      |                              |
| 22.09.1944   |                                                                                       | In the Meantime, Darling                  | Otto Preminger       |                   |                      |                              |
| 27.09.1944   |                                                                                       | Greenwich Village                         | Walter Lang          |                   |                      |                              |
| 11.10.1944   |                                                                                       | Laura                                     | Otto Preminger       |                   |                      |                              |
| 15.12.1944   | Schlüssel zum Himmelreich                                                             | The Keys of the Kingdom                   | John M. Stahl        |                   |                      |                              |
| 28.02.1945   | Ein Baum wächst in Brooklyn                                                           | A Tree Grows in Brooklyn                  | Elia Kazan           |                   |                      |                              |
| 15.03.1945   |                                                                                       | Thunderhead, Son of Flicka                | Louis King           |                   |                      |                              |
| 02.05.1945   |                                                                                       | Diamond Horseshoe                         | George Seaton        |                   |                      |                              |
| 06.07.1945   |                                                                                       | A Bell for Adano                          | Henry King           |                   |                      |                              |
| 29.08.1945   | Jahrmarkt der Liebe                                                                   | State Fair                                | Walter Lang          |                   |                      |                              |
| 26.10.1945   | Mord in der Hochzeitsnacht                                                            | Fallen Angel                              | Otto Preminger       |                   |                      |                              |
| 14.11.1945   | Dolly Sisters                                                                         | The Dolly Sisters                         | Irving Cummings      |                   |                      |                              |
| 20.12.1945   | Todsünde                                                                              | Leave Her to Heaven                       | John M. Stahl        |                   |                      |                              |
| 10.04.1946   | Weißer Oleander                                                                       | Dragonwyck                                | Joseph L. Mankiewicz |                   |                      |                              |
| 20.06.1946   | Anna und der König von Siam                                                           | Anna and the King of Siam                 | John Cromwell        |                   |                      |                              |
| 02.12.1946   |                                                                                       | Wake Up and Dream                         | Lloyd Bacon          |                   |                      |                              |
| 03.12.1946   | Faustrecht der Prärie                                                                 | My Darling Clementine                     | John Ford            |                   |                      |                              |
| 25.12.1946   | Auf Messers Schneide                                                                  | The Razor’s Edge                          | Edmund Goulding      |                   |                      |                              |
| 04.01.1947   |                                                                                       | The Shocking Miss Pilgrim                 | George Seaton        |                   |                      |                              |
| 02.05.1947   | Das Wunder von Manhattan                                                              | Miracle on 34th Street                    | George Seaton        |                   |                      |                              |
| 26.06.1947   | Ein Gespenst auf Freiersfüßen                                                         | The Ghost and Mrs. Muir                   | Joseph L. Mankiewicz |                   |                      |                              |
| 13.08.1947   | Der Todeskuß                                                                          | Kiss of Death                             | Henry Hathaway       |                   |                      |                              |
| 20.08.1947   | Es begann in Schneiders Opernhaus alternativ: Die reizendsten Eltern der Welt         | Mother Wore Tights                        | Walter Lang          |                   |                      |                              |
| 09.10.1947   | Der Scharlatan                                                                        | Nightmare Alley                           | Edmund Goulding      |                   |                      |                              |
| 11.11.1947   | Tabu der Gerechten                                                                    | Gentleman’s Agreement                     | Elia Kazan           |                   |                      |                              |
| 25.12.1947   | Der Hauptmann von Kastilien                                                           | Captain from Castile                      | Henry King           |                   |                      |                              |
| 12.05.1948   |                                                                                       | The Iron Curtain                          | William A. Wellman   |                   |                      |                              |
| 03.06.1948   |                                                                                       | Green Grass of Wyoming                    | Louis King           |                   |                      |                              |
| 24.08.1948   | Die Frau im Hermelin                                                                  | That Lady in Ermine                       | Ernst Lubitsch       |                   |                      |                              |
| 15.09.1948   |                                                                                       | The Luck of the Irish                     | Henry Koster         |                   |                      |                              |
| 10.11.1948   |                                                                                       | When My Baby Smiles at Me                 | Walter Lang          |                   |                      |                              |
| 13.11.1948   | Die Schlangengrube alternativ: Menschen im Schatten                                   | The Snake Pit                             | Anatole Litvak       |                   |                      |                              |
| 21.12.1948   | Ich heirate dich doch                                                                 | That Wonderful Urge                       | Robert B. Sinclair   |                   |                      |                              |
| 18.01.1949   |                                                                                       | Chicken Every Sunday                      | George Seaton        |                   |                      |                              |
| 20.01.1949   | Ein Brief an drei Frauen                                                              | A Letter to Three Wives                   | Joseph L. Mankiewicz |                   |                      |                              |
| 27.05.1949   |                                                                                       | The Beautiful Blonde from Bashful Bend    | Preston Sturges      |                   |                      |                              |
| 21.12.1949   | Der Kommandeur                                                                        | Twelve O’Clock High                       | Henry King           |                   |                      |                              |
| 23.12.1949   | In den Klauen des Borgia                                                              | Prince of Foxes                           | Henry King           |                   |                      |                              |

### 1950er
| US-Kinostart | Deutscher Titel                                               | Originaltitel           | Regisseur      | Produktionskosten | Einspielergebnis USA | Einspielergebnis Deutschland |
| ------------ | ------------------------------------------------------------- | ----------------------- | -------------- | ----------------- | -------------------- | ---------------------------- |
| 13.01.1950   | Frau am Abgrund                                               | Whirlpool               | Otto Preminger |                   |                      |                              |
| 01.06.1955   | Das verflixte 7. Jahr                                         | The Seven Year Itch     | Billy Wilder   |                   |                      |                              |
| 11.10.1955   |                                                               | Oklahoma!               | Fred Zinnemann |                   |                      |                              |
| 10.1957      | Yeti, der Schneemensch alternativ: Das Geheimnis des Himalaya | The Abominable Snowman  | Val Guest      |                   |                      |                              |
| 18.03.1959   | Das Tagebuch der Anne Frank                                   | The Diary of Anne Frank | George Stevens |                   |                      |                              |

### 1960er
| US-Kinostart | Deutscher Titel              | Originaltitel                      | Regisseur             | Produktionskosten | Einspielergebnis USA | Einspielergebnis Deutschland |
| ------------ | ---------------------------- | ---------------------------------- | --------------------- | ----------------- | -------------------- | ---------------------------- |
| 25.09.1961   | Haie der Großstadt           | The Hustler                        | Robert Rossen         | $2,125,000        | $7,600,000           |                              |
| 12.06.1963   | Cleopatra                    | Cleopatra                          | Joseph L. Mankiewicz  | $44 million       | $57,777,778          |                              |
| 02.03.1965   | Meine Lieder – meine Träume  | The Sound of Music                 | Robert Wise           |                   |                      |                              |
| 30.07.1966   | Batman hält die Welt in Atem | Batman                             | Leslie H. Martinson   |                   |                      |                              |
| 19.12.1967   | Doktor Dolittle              | Doktor Dolittle                    | Richard Fleischer     |                   |                      |                              |
| 08.02.1968   | Planet der Affen             | Planet of the Apes                 | Franklin J. Schaffner |                   |                      |                              |
| 16.10.1968   | Der Frauenmörder von Boston  | The Boston Strangler               | Richard Fleischer     |                   |                      |                              |
| 23.12.1969   | Zwei Banditen                | Butch Cassidy and the Sundance Kid | George Roy Hill       |                   |                      |                              |

### 1970er
| US-Kinostart | Deutscher Titel                                                                      | Originaltitel                                                        | Regisseur             | Produktionskosten | Einspielergebnis USA | Einspielergebnis Deutschland |
| ------------ | ------------------------------------------------------------------------------------ | -------------------------------------------------------------------- | --------------------- | ----------------- | -------------------- | ---------------------------- |
| 25.01.1970   | M*A*S*H                                                                              | MASH                                                                 | Robert Altman         |                   |                      |                              |
| 05.02.1970   | Patton – Rebell in Uniform                                                           | Patton                                                               | Franklin J. Schaffner |                   |                      |                              |
| 12.12.1972   | Die Höllenfahrt der Poseidon alternativ: Poseidons Inferno                           | The Poseidon Adventure                                               | Ronald Neame          |                   |                      |                              |
| 15.08.1975   | The Rocky Horror Picture Show                                                        | The Rocky Horror Picture Show                                        | Jim Sharman           |                   |                      |                              |
| 25.05.1977   | Krieg der Sterne Neuveröffentlichung 2004 Star Wars: Episode IV – Eine neue Hoffnung | Star Wars Neuveröffentlichung 2004 Star Wars: Episode IV: A New Hope | George Lucas          | 11 Millionen      | 460.998.507          | 14.605.904                   |
| 25.05.1979   | Alien – Das unheimliche Wesen aus einer fremden Welt                                 | Alien                                                                | Ridley Scott          |                   |                      |                              |

### 1980er
| US-Kinostart | Deutscher Titel              | Originaltitel                                | Regisseur        | Produktionskosten | Einspielergebnis USA | Einspielergebnis Deutschland |
| ------------ | ---------------------------- | -------------------------------------------- | ---------------- | ----------------- | -------------------- | ---------------------------- |
| 17.05.1980   | Das Imperium schlägt zurück  | Star Wars Episode V: The Empire Strikes Back | Irvin Kershner   | 18 Millionen      | 292.753.960          | 7.771.680                    |
| 25.05.1983   | Die Rückkehr der Jedi-Ritter | Star Wars Episode VI: Return of the Jedi     | Richard Marquand | 32,5 Millionen    | 309.306.177          | 6.015.724                    |
| 18.07.1986   | Aliens – Die Rückkehr        | Aliens                                       | James Cameron    |                   |                      |                              |
| 15.08.1986   | Die Fliege                   | The Fly                                      | David Cronenberg |                   |                      |                              |
| 12.06.1987   | Predator                     | Predator                                     | John McTiernan   |                   |                      |                              |
| 11.12.1987   | Wall Street                  | Wall Street                                  | Oliver Stone     |                   |                      |                              |
| 15.07.1988   | Stirb Langsam                | Die Hard                                     | John McTiernan   | 28 Millionen      | 80.707.729           | 4.247.997                    |

### 1990er
| US-Kinostart | Deutscher Titel                             | Originaltitel                             | Regisseur               | Produktionskosten | Einspielergebnis USA | Einspielergebnis Deutschland |
| ------------ | ------------------------------------------- | ----------------------------------------- | ----------------------- | ----------------- | -------------------- | ---------------------------- |
| 29.06.1990   | Stirb langsam 2                             | Die Hard 2: Die Harder                    | Renny Harlin            | $70 Mio.          | $115,288,665         | $8,243,455                   |
| 10.11.1990   | Kevin – Allein zu Haus                      | Home Alone                                | Chris Columbus          | $15 Mio.          | $281,493,907         | $34,406,183                  |
| 21.11.1990   | Predator 2                                  | Predator 2                                | Stephen Hopkins         |                   |                      |                              |
| 08.02.1991   | Der Feind in meinem Bett                    | Sleeping with the Enemy                   | Joseph Ruben            |                   |                      |                              |
| 22.05.1992   | Alien 3                                     | Alien³                                    | David Fincher           |                   |                      |                              |
| 15.11.1992   | Kevin – Allein in New York                  | Home Alone 2: Lost in New York            | Chris Columbus          | $18 Mio.          | $172,667,450         |                              |
| 10.06.1994   | Speed                                       | Speed                                     | Jan de Bont             | $25 Mio.          | $121,248,145         |                              |
| 15.05.1995   | Stirb langsam: Jetzt erst recht             | Die Hard with a Vengeance                 | John McTiernan          | $90 Mio.          | $100,003,359         | $23,400,085                  |
| 26.05.1995   | Casper                                      | Casper                                    | Brad Silberling         | $50 Mio.          | $100,328,194         |                              |
| 25.06.1996   | Independence Day                            | Independence Day                          | Roland Emmerich         | $75 Mio.          | $306,169,255         | DEM 106,842,208              |
| 09.09.1997   | Casper – Wie alles begann                   | Casper: A Spirited Beginning              | Sean McNamara           |                   |                      |                              |
| 14.11.1997   | Anastasia                                   | Anastasia                                 | Don Bluth, Gary Goldman |                   |                      |                              |
| 26.11.1997   | Alien – Die Wiedergeburt                    | Alien: Resurrection                       | Jean-Pierre Jeunet      |                   |                      |                              |
| 12.12.1997   | Wieder allein zu Haus                       | Home Alone 3                              | Raja Gosnell            | 32 Millionen      | 30.672.357           | 3.454.692                    |
| 19.12.1997   | Titanic                                     | Titanic                                   | James Cameron           | 18 Millionen      | 600.788.188          | 129.974.110                  |
| 22.09.1998   | Casper trifft Wendy                         | Casper meets Wendy                        | Sean McNamara           |                   |                      |                              |
| 16.05.1999   | Star Wars: Episode I – Die dunkle Bedrohung | Star Wars: Episode I – The Phantom Menace | George Lucas            | 115 Millionen     | 474.544.677          | 53.902.082                   |
| 15.10.1999   | Fight Club                                  | Fight Club                                | David Fincher           |                   |                      |                              |

### 2000er
| US-Kinostart | Deutscher Titel                                 | Originaltitel                                  | Regisseur                          | Produktionskosten | Einspielergebnis USA | Einspielergebnis Deutschland |
| ------------ | ----------------------------------------------- | ---------------------------------------------- | ---------------------------------- | ----------------- | -------------------- | ---------------------------- |
| 12.07.2000   | X-Men                                           | X-Men                                          | Bryan Singer                       | 75 Millionen      | 157.299.718          | 12.250.936                   |
| 21.07.2000   | Schatten der Wahrheit                           | What Lies Beneath                              | Robert Zemeckis                    | 100 Millionen     | 155.464.351          | 9.636.178                    |
| 02.11.2000   | Die Legende von Bagger Vance                    | The Legend of Bagger Vance                     | Robert Redford                     | 80 Millionen      | 30.919.168           | 1.263.465                    |
| 15.03.2002   | Ice Age                                         | Ice Age                                        | Chris Wedge, Carlos Saldanha       | 59 Millionen      | 176.387.405          | 34.573.796                   |
| 12.05.2002   | Star Wars: Episode II – Angriff der Klonkrieger | Star Wars: Episode II – Attack of the Clones   | George Lucas                       | 115 Millionen     | 310.676.740          | 35.042.831                   |
| 19.06.2002   | Minority Report                                 | Minority Report                                | Steven Spielberg                   | 102 Millionen     | 132.072.926          | 16.996.596                   |
| 12.07.2002   | Road to Perdition                               | Road to Periditon                              | Sam Mendes                         | 80 Millionen      | 104.454.762          | 5.755.384                    |
| 03.11.2002   | Kevin – Allein gegen alle                       | Home Alone 4                                   | Rod Daniel                         | N/A               | –                    | –                            |
| 22.11.2002   | Stirb an einem anderen Tag                      | Die Another Day                                | Lee Tamahori                       | 110 Millionen     | 134.527.196          |                              |
| 02.05.2003   | X-Men 2                                         | X2                                             | Bryan Singer                       | 110 Millionen     | 214.949.694          | 15.698.891                   |
| 11.07.2003   | Die Liga der außergewöhnlichen Gentlemen        | The League of Extraordinary Gentlemen          | Stephen Norrington                 | 78 Millionen      | 66.465.204           | 12.052.361                   |
| 05.09.2003   | Sin Eater – Die Seele des Bösen                 | The Order                                      | Brian Helgeland                    | 35 Millionen      | 7.660.806            | 483.263                      |
| 11.06.2004   | Garfield – Der Film                             | Garfield: The Movie                            | Peter Hewitt                       | 50 Millionen      | 75.369.589           | 8.897.147                    |
| 07.05.2004   | Super Size Me                                   | Super Size Me                                  | Morgan Spurlock                    | 0,065 Millionen   | 11.536.423           | 1.979.023                    |
| 07.07.2004   | I, Robot                                        | I, Robot                                       | Alex Proyas                        | 120 Millionen     | 144.801.023          | 18.447.757                   |
| 28.05.2004   | The Day After Tomorrow                          | The Day After Tomorrow                         | Roland Emmerich                    | 125 Millionen     | 186.740.799          | 31.370.281                   |
| 13.08.2004   | Alien vs. Predator                              | Alien vs. Predator                             | Paul W. S. Anderson                | 60 Millionen      | 80.282.231           | 8.638.397                    |
| 06.03.2005   | Robots                                          | Robots                                         | Chris Wedge, Carlos Saldanha       | 75 Millionen      | 128.200.012          | 10.776.369                   |
| 06.05.2005   | Königreich der Himmel                           | Kingdom of Heaven                              | Ridley Scott                       | 130 Millionen     | 47.398.413           | 16.415.805                   |
| 19.05.2005   | Star Wars: Episode III – Die Rache der Sith     | Star Wars: Episode III – Revenge of the Sith   | George Lucas                       | 113 Millionen     | 380.270.577          | 47.301.389                   |
| 04.09.2005   | Walk the Line                                   | Walk the Line                                  | James Mangold                      | 28 Millionen      | 119.519.402          | 13.189.684                   |
| 21.10.2005   | Shopgirl                                        | Shopgirl                                       | Anand Tucker                       | 7,5 Millionen     | 10.284.523           | –                            |
| 31.03.2006   | Ice Age 2: Jetzt taut’s                         | Ice Age: The Meltdown                          | Carlos Saldanha                    | 80 Millionen      | 195.330.621          | 61.612.046                   |
| 26.05.2006   | X-Men: Der letzte Widerstand                    | X-Men: The Last Stand                          | Brett Ratner                       | 210 Millionen     | 234.362.462          | 8.105.944                    |
| 16.06.2006   | Garfield 2                                      | Garfield: A Tail of Two Kitties                | Tim Hill                           | 60 Millionen      | 28.426.747           | 12.658.448                   |
| 15.12.2006   | Eragon – Das Vermächtnis der Drachenreiter      | Eragon                                         | Stefen Fangmeier                   | 100 Millionen     | 75.030.163           | 13.804.080                   |
| 15.12.2006   | Nachts im Museum                                | Night at the Museum                            | Shawn Levy                         | 110 Millionen     | 250.863.268          | 23.483.358                   |
| 27.06.2007   | Stirb langsam 4.0                               | Live Free or Die Hard                          | Len Wiseman                        | 110 Millionen     | 134.529.403          | 23.881.663                   |
| 21.07.2007   | Die Simpsons – Der Film                         | The Simpsons Movie                             | David Silverman                    | 75 Millionen      | 183.135.014          | 37.667.934                   |
| 09.08.2007   | Garfield – Fett im Leben                        | Garfield Gets Real                             | Mark A. Z. Dippé                   | 10 Millionen      | –                    | –                            |
| 14.10.2007   | Persepolis                                      | Persepolis                                     | Vincent Paronnaud, Marjane Satrapi | 7,3 Millionen     | 4.445.756            | 1.554.377                    |
| 04.11.2007   | Aliens vs. Predator 2                           | Aliens vs. Predator: Requiem                   | Colin Strause, Greg Strause        | 40 Millionen      | 41.797.066           | 7.639.646                    |
| 14.12.2007   | Alvin und die Chipmunks – Der Kinofilm          | Alvin and the Chipmunks                        | Tim Hill                           | 60 Millionen      | 217.326.974          | 11.642.590                   |
| 10.06.2008   | 96 Hours                                        | Taken                                          | Pierre Morel                       | 25 Millionen      | 145.000.989          | 3.912.333                    |
| 10.06.2008   | The Happening                                   | The Happening                                  | M. Night Shyamalan                 | 48 Millionen      | 64.506.874           | 4.557.146                    |
| 25.07.2008   | Akte X – Jenseits der Wahrheit                  | The X-Files: I Want to Believe                 | Chris Carter                       | 30 Millionen      | 20.982.478           | 3.183.486                    |
| 30.08.2008   | Slumdog Millionär                               | Slumdog Millionaire                            | Danny Boyle                        | 15 Millionen      | 141.319.928          | 19.188.873                   |
| 12.12.2008   | Der Tag, an dem die Erde stillstand             | The Day the Earth Stood Still                  | Scott Derrickson                   | 80 Millionen      | 79.366.978           | 8.126.430                    |
| 17.12.2008   | Far Cry                                         | Far Cry                                        | Uwe Boll                           | 30 Millionen      | –                    | 620.549                      |
| 22.05.2009   | Nachts im Museum 2                              | Night at the Museum: Battle of the Smithsonian | Shawn Levy                         | 150 Millionen     | 177.243.721          | 19.146.827                   |
| 01.07.2009   | Ice Age 3 – Die Dinosaurier sind los            | Ice Age: Dawn of the Dinosaurs                 | Carlos Saldanha, Michael Thurmeier | 90 Millionen      | 196.573.705          | 82.199.367                   |
| 10.07.2009   | I Love You, Beth Cooper                         | I Love You, Beth Cooper                        | Chris Columbus                     | 18 Millionen      | 14.800.725           | 43.370                       |
| 31.07.2009   | Die Noobs – Klein aber gemein                   | Aliens in the Attic                            | John Schultz                       | 45 Millionen      | 25.200.412           | 835.656                      |
| 21.08.2009   | (Traum)Job gesucht                              | Post Grad                                      | Vicky Jenson                       | 15 Millionen      | 6.380.019            |                              |
| 04.09.2009   | Verrückt nach Steve                             | All About Steve                                | Phil Traill                        | 15 Millionen      | 33.862.903           | 1.112.096                    |
| 18.09.2009   | Jennifer’s Body – Jungs nach ihrem Geschmack    | Jennifer’s Body                                | Karyn Kusama                       | 16 Millionen      | 16.204.793           | 117.640                      |
| 13.11.2009   | Der fantastische Mr. Fox                        | Fantastic Mr. Fox                              | Wes Anderson                       | 40 Millionen      | 21.002.919           | 590.208                      |
| 18.12.2009   | Avatar – Aufbruch nach Pandora                  | Avatar                                         | James Cameron                      | 237 Millionen     | 785.221.649          | 166.725.521                  |
| 23.12.2009   | Alvin und die Chipmunks 2                       | Alvin and the Chipmunks: The Squeakquel        | Betty Thomas                       | 75 Millionen      | 219.614.612          | 15.512.720                   |

### 2010er
| US-Kinostart | Deutscher Titel                                                                      | Originaltitel                                            | Regisseur                            | Produktionskosten | Einspielergebnis USA | Einspielergebnis Deutschland |
| ------------ | ------------------------------------------------------------------------------------ | -------------------------------------------------------- | ------------------------------------ | ----------------- | -------------------- | ---------------------------- |
| 07.01.2010 1 | 13 Semester                                                                          | 13 Semester                                              | Frieder Wittich                      |                   |                      |                              |
| 22.01.2010   | Zahnfee auf Bewährung                                                                | Tooth Fairy                                              | Michael Lembeck                      |                   |                      |                              |
| 12.02.2010   | Percy Jackson – Diebe im Olymp                                                       | Percy Jackson & the Olympians: The Lightning Thief       | Chris Columbus                       |                   |                      |                              |
| 12.02.2010   | My Name Is Khan                                                                      | माय नेम इज़ ख़ान                                              | Karan Johar                          |                   |                      |                              |
| 19.03.2010   | Gregs Tagebuch – Von Idioten umzingelt!                                              | Diary of a Wimpy Kid                                     | Thor Freudenthal                     |                   |                      |                              |
| 26.03.2010   | Hot Tub – Der Whirlpool … ist ’ne verdammte Zeitmaschine!                            | Hot Tub Time Machine                                     | Steve Pink                           |                   |                      |                              |
| 06.04.2010   | Date Night – Gangster für eine Nacht                                                 | Date Night                                               | Shawn Levy                           |                   |                      |                              |
| 22.04.2010   | Die Fremde                                                                           | Die Fremde Ayrılık                                       | Feo Aladağ                           |                   |                      |                              |
| 23.04.2010   | Gainsbourg – Der Mann, der die Frauen liebte Gainsbourg – Popstar, Poet, Provokateur | Gainsbourg (Vie héroïque)                                | Joann Sfar                           |                   |                      |                              |
| 28.04.2010   | Männer al dente                                                                      | Mine vaganti                                             | Ferzan Ozpetek                       |                   |                      |                              |
| 04.2010      | Keep Surfing                                                                         | Keep Surfing                                             | Bjoern Richie Lob                    |                   |                      |                              |
| 04.06.2010   | Marmaduke                                                                            | Marmaduke                                                | Tom Dey                              |                   |                      |                              |
| 11.06.2010   | Das A-Team – Der Film                                                                | The A-Team                                               | Joe Carnahan                         |                   |                      |                              |
| 23.06.2010   | Knight and Day                                                                       | Knight and Day                                           | James Mangold                        |                   |                      |                              |
| 09.07.2010   | Predators                                                                            | Predators                                                | Nimród Antal                         |                   |                      |                              |
| 23.07.2010   | Schwesterherzen – Ramonas wilde Welt                                                 | Ramona and Beezus                                        | Elizabeth Allen                      |                   |                      |                              |
| 03.08.2010   | The Expendables                                                                      | The Expendables                                          | Sylvester Stallone                   |                   |                      |                              |
| 18.08.2010   | Beilight – Bis(s) zum Abendbrot                                                      | Vampires Suck                                            | Jason Friedberg, Aaron Seltzer       |                   |                      |                              |
| 27.08.2010   | Affären à la carte                                                                   | Le code a changé                                         | Danièle Thompson                     |                   |                      |                              |
| 03.09.2010   | Another Year                                                                         | Another Year                                             | Mike Leigh                           |                   |                      |                              |
| 03.09.2010   | Immer Drama um Tamara                                                                | Tamara Drewe                                             | Stephen Frears                       |                   |                      |                              |
| 09.09.2010   | Die wilde Farm                                                                       | La vie sauvage des animaux domestiques                   | Dominique Garing, Frédéric Goupil    |                   |                      |                              |
| 24.09.2010   | Wall Street: Geld schläft nicht                                                      | Wall Street: Money Never Sleeps                          | Oliver Stone                         |                   |                      |                              |
| 10.2010      | Miral                                                                                | Miral                                                    | Julian Schnabel                      |                   |                      |                              |
| 04.11.2010   | Love and other Drugs – Nebenwirkung inklusive                                        | Love and other Drugs                                     | Edward Zwick                         |                   |                      |                              |
| 12.11.2010   | Unstoppable – Außer Kontrolle                                                        | Unstoppable                                              | Tony Scott                           |                   |                      |                              |
| 10.12.2010   | Die Chroniken von Narnia: Die Reise auf der Morgenröte                               | The Chronicles of Narnia: The Voyage of the Dawn Treader | Michael Apted                        |                   |                      |                              |
| 25.12.2010   | Gullivers Reisen – Da kommt was Großes auf uns zu                                    | Gulliver’s Travels                                       | Rob Letterman                        |                   |                      |                              |
| 18.02.2011   | Big Mama’s Haus – Die doppelte Portion                                               | Big Mommas: Like Father, Like Son                        | John Whitesell                       |                   |                      |                              |
| 21.02.2011   | Engel des Bösen – Die Geschichte eines Staatsfeindes                                 | Vallanzasca – Gli angeli del male                        | Michele Placido                      |                   |                      |                              |
| 25.03.2011   | Gregs Tagebuch 2 – Gibt’s Probleme?                                                  | Diary of a Wimpy Kid: Rodrick Rules                      | David Bowers                         |                   |                      |                              |
| 15.04.2011   | Rio                                                                                  | Rio                                                      | Carlos Saldanha                      |                   |                      |                              |
| 25.05.2011   | X-Men: Erste Entscheidung                                                            | X-Men: First Class                                       | Matthew Vaughn                       | 160 Mio.          | 146.408.305          | 7.048.582                    |
| 01.07.2011   | Plötzlich Star                                                                       | Monte Carlo                                              | Thomas Bezucha                       |                   |                      |                              |
| 05.08.2011   | Planet der Affen: Prevolution                                                        | Rise of the Planet of the Apes                           | Rupert Wyatt                         |                   |                      |                              |
| 30.09.2011   | Der perfekte Ex                                                                      | What’s your Number?                                      | Mark Mylod                           |                   |                      |                              |
| 20.10.2011   | In Time – Deine Zeit läuft ab                                                        | In Time                                                  | Andrew Niccol                        |                   |                      |                              |
| 09.12.2011   | Bad Sitter                                                                           | The Sitter                                               | David Gordon Green                   |                   |                      |                              |
| 16.12.2011   | Alvin und die Chipmunks 3: Chipbruch                                                 | Alvin and the Chipmunks: Chipwrecked                     | Mike Mitchell                        | 75 Mo.            | 133.110.742          | 13.106.760                   |
| 23.12.2011   | Wir kaufen einen Zoo                                                                 | We Bought a Zoo                                          | Cameron Crowe                        |                   | 75.621.915           |                              |
| 25.12.2011   | Darkest Hour                                                                         | The Darkest Hour                                         | Chris Gorak                          |                   |                      |                              |
| 20.01.2012   | Red Tails                                                                            | Red Tails                                                | Anthony Hemingway                    | 58 Mio.           | 49.876.377           |                              |
| 03.02.2012   | Chronicle – Wozu bist du fähig?                                                      | Chronicle                                                | Josh Trank                           | 12 Mio.           | 64.575.175           | 1.657.345                    |
| 17.02.2012   | Das gibt Ärger                                                                       | This Means War                                           | McG                                  | 65 Mio.           | 54.760.791           | 5.683.880                    |
| 13.04.2012   | Die Stooges – Drei Vollpfosten drehen ab                                             | The Three Stooges                                        | Peter und Bobby Farrelly             | 30 Mio.           | 44.338.224           | 76.065                       |
| 25.05.2012   | Best Exotic Marigold Hotel                                                           | The Best Exotic Marigold Hotel                           | John Madden                          | 10 Mio.           | 46.412.041           | 6.006.224                    |
| 08.06.2012   | Prometheus – Dunkle Zeichen                                                          | Prometheus                                               | Ridley Scott                         | 120–130 Mio.      | 126.477.084          | 14.049.633                   |
| 22.06.2012   | Abraham Lincoln Vampirjäger                                                          | Abraham Lincoln: Vampire Hunter                          | Timur Bekmambetow                    | $69 Mio.          | $37,519,139          | $2,820,495                   |
| 13.07.2012   | Ice Age 4 – Voll verschoben                                                          | Ice Age: Continental Drift                               | Steve Martino, Mike Thurmeier        | 95 Mio.           | 161.321.843          | 67.098.539                   |
| 27.07.2012   | The Watch – Nachbarn der 3. Art                                                      | The Watch                                                | Akiva Schaffer                       | $68 Mio.          | $35,353,000          | $1,259,406                   |
| 03.08.2012   | Gregs Tagebuch 3 – Ich war’s nicht!                                                  | Diary of a Wimpy Kid: Dog Days                           | David Bowers                         | $22 Mio.          | $49,008,662          | $3,013,383                   |
| 05.10.2012   | 96 Hours – Taken 2                                                                   | Taken 2                                                  | Olivier Megaton                      | 45 Mio.           | 139.854.287          | 10.774.740                   |
| 18.01.2013   | Broken City                                                                          | Broken City                                              | Allen Hughes                         | 35 Mio.           | 19.701.164           | 878.289                      |
| 14.02.2013   | Stirb langsam – Ein guter Tag zum Sterben                                            | A Good Day to Die Hard                                   | John Moore                           | $92 Mio.          | $67,349,198          | $15,252,877                  |
| 24.05.2013   | Epic – Verborgenes Königreich                                                        | Epic                                                     | Chris Wedge                          | $93 Mio.          | $107,518,682         | $10,650,748                  |
| 07.06.2013   | Prakti.com                                                                           | The Internship                                           | Shawn Levy                           | $58 Mio.          | $44,672,764          | $2,068,459                   |
| 28.06.2013   | Taffe Mädels                                                                         | The Heat                                                 | Paul Feig                            | $43 Mio.          | $159,582,188         | $5,089,964                   |
| 26.07.2013   | Wolverine: Weg des Kriegers                                                          | The Wolverine                                            | James Mangold                        | $120 Mio.         | $132,556,852         | $11,662,454                  |
| 07.08.2013   | Percy Jackson – Im Bann des Zyklopen                                                 | Percy Jackson: Sea of Monsters                           | Thor Freudenthal                     | $90 Mio.          | $68,559,554          | $6,595,631                   |
| 25.10.2013   | The Counselor                                                                        | The Counselor                                            | Ridley Scott                         | $25 Mio.          | $16,973,715          | $3,260,027                   |
| 08.11.2013   | Die Bücherdiebin                                                                     | The Book Thief                                           | Brian Percival                       | $19 Mio.          | $21,488,481          | $1,781,515                   |
| 20.12.2013   | Dinosaurier 3D – Im Reich der Giganten                                               | Walking with Dinosaurs                                   | Neil Nightingale, Barry Cook         | $80 Mio.          | $36,076,121          | $3,088,723                   |
| 25.12.2013   | Das erstaunliche Leben des Walter Mitty                                              | The Secret Life of Walter Mitty                          | Ben Stiller                          | $90 Mio.          | $58,236,838          | $7,521,380                   |
| 17.01.2014   | Devil’s Due – Teufelsbrut                                                            | Devil’s Due                                              | Matt Bettinelli-Olpin, Tyler Gillett | $7 Mio.           | $15,821,461          | $119,701                     |
| 11.04.2014   | Rio 2 – Dschungelfieber                                                              | Rio 2                                                    | Carlos Saldanha                      | $103 Mio.         | $131,538,435         | $17,147,487                  |
| 25.04.2014   | Die Schadenfreundinnen                                                               | The Other Woman                                          | Nick Cassavetes                      | $40 Mio.          | $83,911,193          | $12,268,604                  |
| 23.05.2014   | X-Men: Zukunft ist Vergangenheit                                                     | X-Men: Days of Future Past                               | Bryan Singer                         | 200 Mio.          | 233.921.534          | 16.126.929                   |
| 06.06.2014   | Das Schicksal ist ein mieser Verräter                                                | The Fault in Our Stars                                   | Josh Boone                           | $12 Mio.          | $124,872,350         | $11,502,099                  |
| 11.07.2014   | Planet der Affen: Revolution                                                         | Dawn of the Planet of the Apes                           | Matt Reeves                          | $170 Mio.         | $208,545,589         | $18,107,922                  |
| 13.08.2014   | Let’s be Cops – Die Party Bullen                                                     | Let’s Be Cops                                            | Luke Greenfield                      | $17 Mio.          | $82,390,774          |                              |
| 19.09.2014   | Maze Runner – Die Auserwählten im Labyrinth                                          | The Maze Runner                                          | Wes Ball                             | $34 Mio.          | $102,427,862         | $7,849,201                   |
| 03.10.2014   | Gone Girl – Das perfekte Opfer                                                       | Gone Girl                                                | David Fincher                        | $61 Mio.          | $167,767,189         | $11,883,431                  |
| 17.10.2014   | Manolo und das Buch des Lebens                                                       | The Book of Life                                         | Jorge Gutiérrez                      | 50 Mio.           | 50.151.543           |                              |
| 04.12.2014   | The Pyramid: Grab des Grauens                                                        | The Pyramid                                              | Grégory Levasseur                    | 6,5 Mio.          | 2.756.333            |                              |
| 12.12.2014   | Exodus: Götter und Könige                                                            | Exodus: Gods and Kings                                   | Ridley Scott                         | 140 Mio.          | 65.014.513           | 8.802.948                    |
| 19.12.2014   | Nachts im Museum: Das geheimnisvolle Grabmal                                         | Night at the Museum: Secret of the Tomb                  | Shawn Levy                           | 127 Mio.          | 113.746.621          | 8.337.501                    |
| 09.01.2015   | 96 Hours – Taken 3                                                                   | Taken 3                                                  | Olivier Megaton                      | 48 Mio.           | 89.256.424           | 10.405.205                   |
| 13.02.2015   | Kingsman: The Secret Service                                                         | Kingsman: The Secret Service                             | Matthew Vaughn                       | 81 Mio.           | 128.261.724          | 6.921.601                    |
| 06.03.2015   | Big Business – Außer Spesen nichts gewesen                                           | Unfinished Business                                      | Ken Scott                            | 35 Mio.           | 10.219.501           | –                            |
| 06.03.2015   | Best Exotic Marigold Hotel 2                                                         | The Second Best Exotic Marigold Hotel                    | John Madden                          | 10 Mio.           | 33.078.266           | 2.345.145                    |
| 27.03.2015   | Home – Ein smektakulärer Trip                                                        | Home                                                     | Tim Johnson                          | 135 Mio.          | 177.397.510          | 5.425.742                    |
| 10.04.2015   | Kein Ort ohne dich                                                                   | The Longest Ride                                         | George Tillman, Jr.                  | 34 Mio.           | 37.446.117           | 5.607.774                    |
| 17.04.2015   | True Story – Spiel um Macht                                                          | True Story                                               | Rupert Goold                         | N/A               | 4.719.695            | 91.436                       |
| 05.05.2015   | Spy: Susan Cooper Undercover                                                         | Spy                                                      | Paul Feig                            | 65 Mio.           | 110.825.712          | 5.091.471                    |
| 22.05.2015   | Am grünen Rand der Welt                                                              | Far from the Madding Crowd                               | Thomas Vinterberg                    | 15 Mio.           | 12.236.500           | 580.448                      |
| 22.05.2015   | Poltergeist                                                                          | Poltergeist                                              | Gil Kenan                            | 35 Mio.           | 47.425.125           | 4.495.483                    |
| 01.07.2015   | Ich und Earl und das Mädchen                                                         | Me and Earl and the Dying Girl                           | Alfonso Gomez-Rejon                  | 8 Mio.            | 6.758.416            | 25.799                       |
| 24.07.2015   | Margos Spuren                                                                        | Paper Towns                                              | Jake Schreier                        | 12 Mio.           | 32.000.304           | 2.795.437                    |
| 07.08.2015   | Fantastic Four                                                                       | Fantastic Four                                           | Josh Trank                           | 120 Mio.          | 56.117.548           | 1.246.451                    |
| 21.08.2015   | Hitman: Agent 47                                                                     | Hitman: Agent 47                                         | Aleksander Bach                      | 35 Mio.           | 22.467.450           | 2.390.704                    |
| 04.09.2015   | Mistress America                                                                     | Mistress America                                         | Noah Baumbach                        | N/A               | 2.500.431            | 73.795                       |
| 18.09.2015   | Maze Runner – Die Auserwählten in der Brandwüste                                     | Maze Runner: The Scorch Trials                           | Wes Ball                             | 61 Mio.           | 81.697.192           | 5.573.737                    |
| 02.10.2015   | Der Marsianer – Rettet Mark Watney                                                   | The Martian                                              | Ridley Scott                         | 108 Mio.          | 228.433.663          | 16.288.605                   |
| 02.10.2015   | Malala – Ihr Recht auf Bildung                                                       | He Named Me Malala                                       | Davis Guggenheim                     | N/A               | 2.668.936            | 60.224                       |
| 16.10.2015   | Bridge of Spies – Der Unterhändler                                                   | Bridge of Spies                                          | Steven Spielberg                     | 40 Mio.           | 72.313.754           | 3.878.006                    |
| 06.11.2015   | Die Peanuts – Der Film                                                               | The Peanuts Movie                                        | Steve Martino                        | 99 Mio.           | 130.178.411          | 9.672.216                    |
| 25.11.2015   | Brooklyn – Eine Liebe zwischen zwei Welten                                           | Brooklyn                                                 | John Crowley                         | 11 Mio.           | 38.322.743           | 1.367.620                    |
| 25.11.2015   | Victor Frankenstein – Genie und Wahnsinn                                             | Victor Frankenstein                                      | Paul McGuigan                        | 40 Mio.           | 5.775.076            | –                            |
| 18.12.2015   | Alvin und die Chipmunks: Road Chip                                                   | Alvin and the Chipmunks: The Road Chip                   | Walt Becker                          | 90 Mio.           | 85.886.987           | 6.277.763                    |
| 25.12.2015   | Joy – Alles außer gewöhnlich                                                         | Joy                                                      | David O. Russell                     | 60 Mio.           | 56.451.232           | 2.204.519                    |
| 08.01.2016   | The Revenant – Der Rückkehrer                                                        | The Revenant                                             | Alejandro G. Iñárritu                | 135 Mio.          | 183.637.894          | 28.790.742                   |
| 12.02.2016   | Deadpool                                                                             | Deadpool                                                 | Tim Miller                           | 58 Mio.           | 363.070.709          | 24.583.395                   |
| 26.02.2016   | Eddie the Eagle – Alles ist möglich                                                  | Eddie the Eagle                                          | Dexter Fletcher                      | 23 Mio.           | 15.789.389           | 1.231.754                    |
| 04.03.2016   | The Other Side of the Door                                                           | The Other Side of the Door                               | Johannes Roberts                     | 5 Mio.            | 3.000.342            | –                            |
| 08.04.2016   | Demolition – Lieben und Leben                                                        | Demolition                                               | Jean-Marc Vallée                     | 10 Mio.           | 1.978.592            | –                            |
| 27.05.2016   | X-Men: Apocalypse                                                                    | X-Men: Apocalypse                                        | Bryan Singer                         | 178 Mio.          | 155.442.489          | 9.004.793                    |
| 24.06.2016   | Independence Day: Wiederkehr                                                         | Independence Day: Resurgence                             | Roland Emmerich                      | 165 Mio.          | 103.144.286          | 16.958.477                   |
| 08.07.2016   | Mike and Dave Need Wedding Dates                                                     | Mike and Dave Need Wedding Dates                         | Jake Szymanski                       | 33 Mio.           | 46.009.673           | 2.860.880                    |
| 22.07.2016   | Absolutely Fabulous: Der Film                                                        | Absolutely Fabulous: The Movie                           | Mandie Fletcher                      | N/A               | 4.772.155            | –                            |
| 22.07.2016   | Ice Age 5 – Kollision voraus!                                                        | Ice Age: Collision Course                                | Galen T. Chu, Mike Thurmeier         | 105 Mio.          | 64.063.008           | 24.698.308                   |
| 02.09.2016   | Das Morgan Projekt                                                                   | Morgan                                                   | Luke Scott                           | 8 Mio.            | 3.915.251            | 177.032                      |
| 30.09.2016   | Die Insel der besonderen Kinder                                                      | Miss Peregrine’s Home for Peculiar Children              | Tim Burton                           | 110 Mio.          | 87.242.834           | 9.263.623                    |
| 07.10.2016   | The Birth of a Nation – Aufstand zur Freiheit                                        | The Birth of a Nation                                    | Nate Parker                          | 8,5 Mio.          | 15.861.566           | –                            |
| 21.10.2016   | Die Jones – Spione von nebenan                                                       | Keeping Up with the Joneses                              | Greg Mottola                         | 40 Mio.           | 14.904.426           | –                            |
| 04.11.2016   | Trolls                                                                               | Trolls                                                   | Mike Mitchell, Walt Dohrn            | 125 Mio.          | 154.025.064          | 8.898.705                    |
| 23.11.2016   | Regeln spielen keine Rolle                                                           | Rules Don’t Apply                                        | Warren Beatty                        | 25 Mio.           | 3.652.206            | –                            |
| 02.12.2016   | Jackie: Die First Lady                                                               | Jackie                                                   | Pablo Larraín                        | 9 Mio.            | 13.960.394           | –                            |
| 06.01.2017   | Hidden Figures – Unerkannte Heldinnen                                                | Hidden Figures                                           | Theodore Melfi                       | 25 Mio.           | 169.607.287          | 4.696.971                    |
| 10.02.2017   | A United Kingdom                                                                     | A United Kingdom                                         | Amma Asante                          | 14 Mio.           | 3.902.185            | 1.023.810                    |
| 29.09.2017   | Battle of the Sexes – Gegen jede Regel                                               | Battle of the Sexes                                      | Jonathan Dayton und Valerie Faris    | 25 Mio.           | 12.638.526           | –                            |
| 10.11.2017   | Mord im Orient Express                                                               | Murder on the Orient Express                             | Kenneth Branagh                      | 55 Mio.           | 102.826.543          | 15.760.716                   |
| 01.12.2017   | Three Billboards Outside Ebbing, Missouri                                            | Three Billboards Outside Ebbing, Missouri                | Martin McDonagh                      | 12–15 Mio.        | 54.513.740           | 7.612.252                    |
| 15.12.2017   | Ferdinand – Geht STIERisch ab!                                                       | Ferdinand                                                | Carlos Saldanha                      | 111 Mio.          | 84.410.380           | 9.032.296                    |
| 20.12.2017   | Greatest Showman                                                                     | The Greatest Showman                                     | Michael Gracey                       | 84 Mio.           | 174.340.174          | 7.546.872                    |
| 22.12.2017   | Shape of Water – Das Flüstern des Wassers                                            | The Shape of Water                                       | Guillermo del Toro                   | 20 Mio.           | 63.859.435           | 5.367.195                    |
| 12.01.2018   | Die Verlegerin                                                                       | The Post                                                 | Steven Spielberg                     | 50 Mio.           | 81.903.458           | 11.141.688                   |
| 26.01.2018   | Maze Runner – Die Auserwählten in der Todeszone                                      | Maze Runner: The Death Cure                              | Wes Ball                             | 62 Mio.           | 58.032.443           | 7.936.852                    |
| 02.03.2018   | Red Sparrow                                                                          | Red Sparrow                                              | Francis Lawrence                     | 69 Mio.           | 46.874.505           | 11.371.396                   |
| 16.03.2018   | 7 Tage in Entebbe                                                                    | Entebbe                                                  | José Padilha                         | N/A               | 3.326.885            | 259.565                      |
| 16.03.2018   | Love, Simon                                                                          | Love, Simon                                              | Greg Berlanti                        | 10–17 Mio.        | 40.826.341           | 1.969.364                    |
| 23.03.2018   | Unsane – Ausgeliefert                                                                | Unsane                                                   | Steven Soderbergh                    | 1,5 Mio.          | 7.732.899            | 1.321.626                    |
| 30.03.2018   | Tanz ins Leben                                                                       | Finding Your Feet                                        | Richard Loncraine                    | 7 Mio.            | 1.418.682            |                              |
| 13.04.2018   | Isle of Dogs – Ataris Reise                                                          | Isle of Dogs                                             | Wes Anderson                         | 35 Mio.           | 32.015.231           | 949.029                      |
| 17.08.2018   | Juliet, Naked                                                                        | Juliet, Naked                                            | Jesse Peretz                         | N/A               | 3.444.895            |                              |
| 18.10.2018   | 3 Tage in Quiberon                                                                   | 3 Tage in Quiberon                                       | Emily Atef                           | N/A               |                      | 1.621.306                    |
| 08.02.2019   | Lords of Chaos                                                                       | Lords of Chaos                                           | Jonas Åkerlund                       | N/A               | 253.184              |                              |
| 12.02.2019   | Heilstätten                                                                          | Heilstätten                                              | Michael David Pate                   | 1,7 Mio.          |                      | 1.211.174                    |
| 07.03.2019   | Rate Your Date                                                                       | Rate Your Date                                           | David Dietl                          | N/A               |                      | 644.155                      |
| 15.03.2019   | Niemandsland – The Aftermath                                                         | The Aftermath                                            | James Kent                           | N/A               | 1.618.497            |                              |
| 04.04.2019   | Unheimlich perfekte Freunde                                                          | Unheimlich perfekte Freunde                              | Marcus H. Rosenmüller                | N/A               |                      |                              |
| 17.04.2019   | Breakthrough – Zurück ins Leben                                                      | Breakthrough                                             | Roxann Dawson                        | 14 Mio.           | 40.713.082           |                              |
| 10.05.2019   | Tolkien                                                                              | Tolkien                                                  | Dome Karukoski                       | 20 Mio.           | 4.535.154            |                              |
| 07.06.2019   | X-Men: Dark Phoenix                                                                  | X-Men: Dark Phoenix                                      | Simon Kinberg                        | 200 Mio.          | 65.845.974           | 4.345.000                    |
| 13.06.2019 1 | Hollywoodtürke                                                                       | Hollywoodtürke                                           | Murat Ünal                           | N/A               |                      |                              |
| 12.07.2019   | Stuber – 5 Sterne Undercover                                                         | Stuber                                                   | Michael Dowse                        | 16 Mio.           | 22.370.452           | 529.127                      |
| 08.08.2019 1 | Und wer nimmt den Hund?                                                              | Und wer nimmt den Hund?                                  | Rainer Kaufmann                      | N/A               |                      |                              |
| 09.08.2019   | Enzo und die wundersame Welt der Menschen                                            | The Art of Racing in the Rain                            | Simon Curtis                         | 18 Mio.           | 26.395.642           | 53.170                       |
| 21.08.2019 1 | Golden Twenties                                                                      | Golden Twenties                                          | Sophie Kluge                         | N/A               |                      |                              |
| 29.08.2019   | Ready or Not – Auf die Plätze, fertig, tot                                           | Ready or Not                                             | Matt Bettinelli-Olpin, Tyler Gillett | 6 Mio.            | 28.714.231           | 805.779                      |
| 20.09.2019   | Ad Astra – Zu den Sternen                                                            | Ad Astra                                                 | James Gray                           | 90 Mio.           | 50.188.370           | 3.361.158                    |
| 27.09.2019 2 | Spider                                                                               | Araña                                                    | Andrés Wood                          | N/A               |                      |                              |
| 04.10.2019 1 | Lucy in the Sky                                                                      | Lucy in the Sky                                          | Noah Hawley                          | 21,4 Mio.         | 319.976              |                              |
| 10.10.2019 1 | Intrigo: In Liebe, Agnes                                                             | Intrigo: Dear Agnes                                      | Daniel Alfredson                     | N/A               |                      |                              |
| 10.10.2019 1 | Intrigo: Samaria                                                                     | Intrigo: Samaria                                         | Daniel Alfredson                     | N/A               |                      |                              |
| 10.10.2019   | Jojo Rabbit                                                                          | Jojo Rabbit                                              | Taika Waititi                        | 14 Mio.           | 33.370.906           | 2.052.345                    |
| 01.11.2019   | Terminator: Dark Fate                                                                | Terminator: Dark Fate                                    | Tim Miller                           | 185 Mio.          | 62.253.077           | 4.616.361                    |
| 15.11.2019   | Le Mans 66 – Gegen jede Chance                                                       | Ford v Ferrari                                           | James Mangold                        | 97,6 Mio.         | 117.624.357          | 3.970.840                    |
| 13.12.2019   | Ein verborgenes Leben                                                                | A Hidden Life                                            | Terrence Malick                      | 7–9 Mio.          | 1.730.597            | 362.455                      |

### 2020er
| US-Kinostart | Deutscher Titel                           | Originaltitel                              | Regisseur                             | Produktionskosten | Einspielergebnis USA | Einspielergebnis Deutschland |
| ------------ | ----------------------------------------- | ------------------------------------------ | ------------------------------------- | ----------------- | -------------------- | ---------------------------- |
| 10.01.2020   | Underwater – Es ist erwacht               | Underwater                                 | William Eubank                        | 50–65 Mio.        | 17.291.078           | 212.744                      |
| 21.02.2020   | Ruf der Wildnis                           | The Call of the Wild                       | Chris Sanders                         | 135 Mio.          | 62.342.368           | 1.856.720                    |
| 28.08.2020   | The New Mutants                           | The New Mutants                            | Josh Boone                            | 67–80 Mio.        | 23.852.659           | 5.724                        |
| 23.10.2020   | The Empty Man                             | The Empty Man                              | David Prior                           | 16 Mio.           | 2.992.948            | 1.721.105                    |
| 04.03.2021 2 | Lucicreide Vai pra Marte                  | Lucicreide Vai pra Marte                   | Rodrigo Cesar                         | N/A               |                      |                              |
| 14.05.2021   | The Woman in the Window                   | The Woman in the Window                    | Joe Wright                            | 40 Mio.           |                      |                              |
| 13.08.2021   | Free Guy                                  | Free Guy                                   | Shawn Levy                            | 100–125 Mio.      | 121.626.598          | 4.963.160                    |
| 27.08.2021   | Vacation Friends                          | Vacation Friends                           | Clay Tarver                           | N/A               |                      |                              |
| 17.09.2021   | Everybody’s Talking About Jamie           | Everybody’s Talking About Jamie            | Jonathan Butterell                    | N/A               |                      |                              |
| 17.09.2021   | The Eyes of Tammy Faye                    | The Eyes of Tammy Faye                     | Michael Showalter                     | N/A               | 2.404.127            |                              |
| 15.10.2021   | The Last Duel                             | The Last Duel                              | Ridley Scott                          | 100 Mio.          | 10.853.945           | 637.995                      |
| 22.10.2021   | Ron läuft schief                          | Ron’s Gone Wrong                           | Ridley Scott                          | 75–100 Mio.       | 23.009.270           | 1.029.919                    |
| 12.11.2021   | Nicht schon wieder allein zu Haus         | Home Sweet Home Alone                      | Dan Mazer                             | 40 Mio.           |                      |                              |
| 03.12.2021   | Gregs Tagebuch – Von Idioten umzingelt    | Diary of a Wimpy Kid                       | Gino Nichele, Swinton O. Scott III    | 100 Mio.          |                      |                              |
| 10.12.2021   | West Side Story                           | West Side Story                            | Steven Spielberg                      | 100 Mio.          | 38.530.322           | 1.646.714                    |
| 17.12.2021   | Charmx Does America                       | Charmx Does America                        | Jake Morris                           | N/A               |                      |                              |
| 22.12.2021   | The King’s Man: The Beginning             | The King’s Man                             | Jake Morris                           | 100 Mio.          | 37.176.373           | 5.238.192                    |
| 28.01.2022   | Ice Age – Die Abenteuer von Buck Wild     | The Ice Age Adventures of Buck Wild        | John C. Donkin, Marshall Fels Elliott | N/A               |                      |                              |
| 11.02.2022   | Tod auf dem Nil                           | Death on the Nile                          | Kenneth Branagh                       | 100 Mio.          | 45.630.104           | 5.476.533                    |
| 25.02.2022   | No Exit                                   | No Exit                                    | Damien Power                          | N/A               |                      |                              |
| 18.03.2022   | Im Dutzend noch billiger                  | Cheaper by the Dozen                       | Gail Lerner                           | N/A               |                      |                              |
| 18.03.2022   | Tiefe Wasser                              | Deep Water                                 | Adrian Lyne                           | 49 Mio.           |                      |                              |
| 01.04.2022   | Bühne frei für Nate!                      | Better Nate Than Ever                      | Tim Federle                           | 36 Mio.           |                      |                              |
| 26.05.2022   | Bob’s Burgers – Der Film                  | The Bob’s Burgers Movie                    | Loren Bouchard, Bernard Derriman      | 38 Mio.           | 31.933.830           |                              |
| 01.06.2022   | The Princess                              | The Princess                               | Le-Van Kiet                           | 26 Mio.           | 31.933.830           |                              |
| 05.08.2022   | Prey                                      | Prey                                       | Dan Trachtenberg                      | 65 Mio.           | 40.842.944           |                              |
| 18.08.2022   | Dragon Ball Super: Super Hero             | ドラゴンボール超スーパー スーパーヒーロー  | Tetsuro Kodama                        | N/A               | 38.112.140           |                              |
| 09.09.2022   | Barbarian                                 | Barbarian                                  | Zach Cregger                          | 4–4,5 Mio.        | 40.842.944           |                              |
| 07.10.2022   | Hellraiser – Das Schloss zur Hölle        | Hellraiser                                 | David Bruckner                        | N/A               |                      |                              |
| 07.10.2022   | Rosalinde                                 | Rosaline                                   | Karen Maine                           | N/A               |                      |                              |
| 21.10.2022   | The Banshees of Inisherin                 | The Banshees of Inisherin                  | Martin McDonagh                       | 20 Mio.           | 10.582.266           | 4.178.533                    |
| 18.11.2022   | The Menu                                  | The Menu                                   | Mark Mylod                            | 30 Mio.           | 38.501.125           | 3.312.473                    |
| 02.12.2022   | Darby and the Dead                        | Darby and the Dead                         | Silas Howard                          | 12 Mio.           |                      |                              |
| 02.12.2022   | Gregs Tagebuch 2 – Gibt’s Probleme?       | Diary of a Wimpy Kid: Rodrick Rules        | Gino Nichele, Luke Cormican           | N/A               |                      |                              |
| 09.12.2022   | Empire of Light                           | Empire of Light                            | Sam Mendes                            | 12 Mio.           | 1.177.577            | 318.088                      |
| 09.12.2022   | Nachts im Museum – Kahmunrah kehrt zurück | Night at the Museum: Kahmunrah Rises Again | Matt Danner, Justin Lovell            | N/A               |                      |                              |
| 16.12.2022   | Avatar: The Way of Water                  | Avatar: The Way of Water                   | James Cameron                         | 350–460 Mio.      | 684.075.767          | 148.204.213                  |
| 17.04.2023   | Boston Strangler                          | Boston Strangler                           | Matt Ruskin                           | N/A               |                      |                              |
| 17.05.2023 2 | Occupied City                             | Occupied City                              | Steve McQueen                         | 20 Mio.           |                      |                              |
| 19.05.2023   | White Men Can’t Jump                      | White Men Can’t Jump                       | Calmatic                              | 20 Mio.           |                      |                              |
| 02.06.2023   | The Boogeyman                             | The Boogeyman                              | Rob Savage                            | 35 Mio.           | 43.244.282           | 1.671.953                    |
| 25.08.2023   | Vacation Friends 2                        | Vacation Friends 2                         | Clay Tarver                           | N/A               |                      |                              |
| 15.09.2023   | A Haunting in Venice                      | A Haunting in Venice                       | Kenneth Branagh                       | 60 Mio.           | 42.471.412           | 4.513.873                    |
| 22.09.2023   | No One Will Save You                      | No One Will Save You                       | Brian Duffield                        | 22,8 Mio.         |                      |                              |
| 29.09.2023   | The Creator                               | The Creator                                | Gareth Edwards                        | 80 Mio.           | 40.774.679           | 5.733.987                    |
| 20.10.2023   | Dicks: The Musical                        | Dicks: The Musical                         | Larry Charles                         | 8 Mio.            | 1.453.012            |                              |
| 03.11.2023   | Quiz Lady                                 | Quiz Lady                                  | Jessica Yu                            | 23,8 Mio.         |                      |                              |
| 17.11.2023   | Next Goal Wins                            | Next Goal Wins                             | Taika Waititi                         | 22 Mio.           | 6.713.826            | 1.105.140                    |
| 22.12.2023   | All of Us Strangers                       | All of Us Strangers                        | Andrew Haigh                          | 14 Mio.           | 4.050.103            | 1.278.981                    |
| 05.04.2024   | Das erste Omen                            | The First Omen                             | Arkasha Stevenson                     | 30 Mio.           | 20.092.802           | 1.117.411                    |
| 10.05.2024   | Planet der Affen: New Kingdom             | Kingdom of the Planet of the Apes          | Wes Ball                              | 160 Mio.          | 171.130.165          | 7.714.040                    |
| 21.06.2024   | The Bikeriders                            | The Bikeriders                             | Jeff Nichols                          | 40 Mio.           | 21.746.895           | 752.194                      |
| 21.06.2024   | Kinds of Kindness                         | Kinds of Kindness                          | Giorgos Lanthimos                     | 15 Mio.           | 5.038.931            | 1.247.879                    |
| 26.07.2024   | Deadpool & Wolverine                      | Deadpool & Wolverine                       | Shawn Levy                            | 200 Mio.          | 636.745.858          | 41.128.265                   |
| 16.08.2024   | Alien: Romulus                            | Alien: Romulus                             | Fede Álvarez                          | 80 Mio.           | 105.313.091          | 6.966.971                    |
| 01.11.2024   | A Real Pain                               | A Real Pain                                | Jesse Eisenberg                       | 3 Mio.            | 8.344.978            | 1.152.031                    |
| 11.04.2025   | The Amateur                               | The Amateur                                | James Hawes                           | 60 Mio.           | 40.759.635           | 5.015.439                    |
| 06.06.2025   | Predator: Killer of Killers               | Predator: Killer of Killers                | Dan Trachtenberg, Joshua Wassung      | 50 Mio.           |                      |                              |
| 25.07.2025   | The Fantastic Four: First Steps           | The Fantastic Four: First Steps            | Matt Shakman                          | 200 Mio.          | 118.000.000          | 1.152.031                    |